# Ставропольская провинция
Ставропольская провинция — одна из провинций Оренбургской губернии Российской империи. Центр — город Ставрополь. Граничила на северо-востоке и востоке с Бугульминским ведомством, на юге с Оренбургской провинцией, на западе и северо-западе с Казанской губернией.